# Nattergalen (teaterforestilling)
 For alternative betydninger, se Nattergalen. (Se også artikler, som begynder med Nattergalen)
Nattergalen er navnet på en musik- og teaterforestilling bygget over H.C. Andersens eventyr af samme navn med premiere i 1980 med musik af Sebastian og skuespil af teatertruppen Rimfaxe fra Roskilde. Stykket blev samme år også udsendt i en pladeversion med medvirken af Sebastian samt skuespillerne fra Rimfaxes forestilling. Nattergalen kan ses som et forvarsel om Sebastians senere musical-projekter, som f.eks. Skatteøen og Ronja Røverdatter.

## Teaterversionen
I 1978 foreslog Marianne Knorr fra Rimfaxe-teatret Sebastian et samarbejde, hvor han skulle skrive musik til en kommende forestilling. Resultatet, en musik- og teaterforestilling bygget over H.C. Andersens eventyr, havde premiere den 10. oktober 1980 på Hotel Prinsen i Roskilde til overvejende positive anmeldelser.
I 1998 stod Preben Harris bag ny opsætning af Nattergalen på Folketeatret, denne gang med Sebastians datter, Sara Grabow i rollen som nattergal.

## Pladeversionen
Sangene fra forestillingen blev i 1980 indspillet og udgivet som Sebastians 11. studiealbum. På albummet medvirker Michael Friis og Sebastian på de fleste instrumenter samt skuespillerne fra Rimfaxe, der står bag de fleste vokaler. Sebastian fungerer derudover som fortæller imellem musiknumrene.

### Side 1
1. "Ouverture" (3:17)
2. "I Kina ved du nok" (2:57)
3. "Det bedste af alt" (1:36)
4. "Som i eventyr" (1:48)
5. "Højst mærkværdig fugl" (3:12)
6. "Klokkeblomster" (0:51)
7. "Nattergalens sang" (1:30)
8. "Spadseretur" (0:29)
9. "Onde trommer" (1:06)

### Side 2
1. "Nattergalen på sin gren" (3:25)
2. "Mellemtekst" (0:27)
3. "Kunstfuglen" (4:23)
4. "Mellemtekst" (0:55)
5. "Sørgemarch" (0:52)
6. "Dødens dans" (4:07)
7. "Mellemtekst" (0:53)
8. "Ingen løn, men en kejsers tårer" (2:35)
9. "Nattergalens tema" (1:12)